# Santa Maria de Pujals dels Pagesos
L'església de Santa Maria de Pujals dels Pagesos és la parròquia del poble de Pujals dels Pagesos, situat en un dels turons que separa els vessants de la rieres de Garrumbert i de la Farga.

## Història
En la butlla de Benet VIII, del 1017, s'esmenta el lloc de Pujals on hi havia diversos béns del monestir de Banyoles si bé és difícil distingir aquest topònim del de Pujal dels Cavallers. Hi ha una primera dada específica l'any 1127, en què s'esmenta «Podialibus Rusticorum». En el fogatge del 1359, el lloc tenia 17 focs de jurisdicció eclesiàstica i 5 reials.
En les visites pastorals del segle xiv consta que a l'església hi havia un altar dedicat a Santa Maria. En ell hi havia una imatge del segle xiv de la Verge amb el Nen, que es va conservar fins a principis del segle XX segons explica Montsalvatje que inclús en va publicar una fotografia.

## Arquitectura

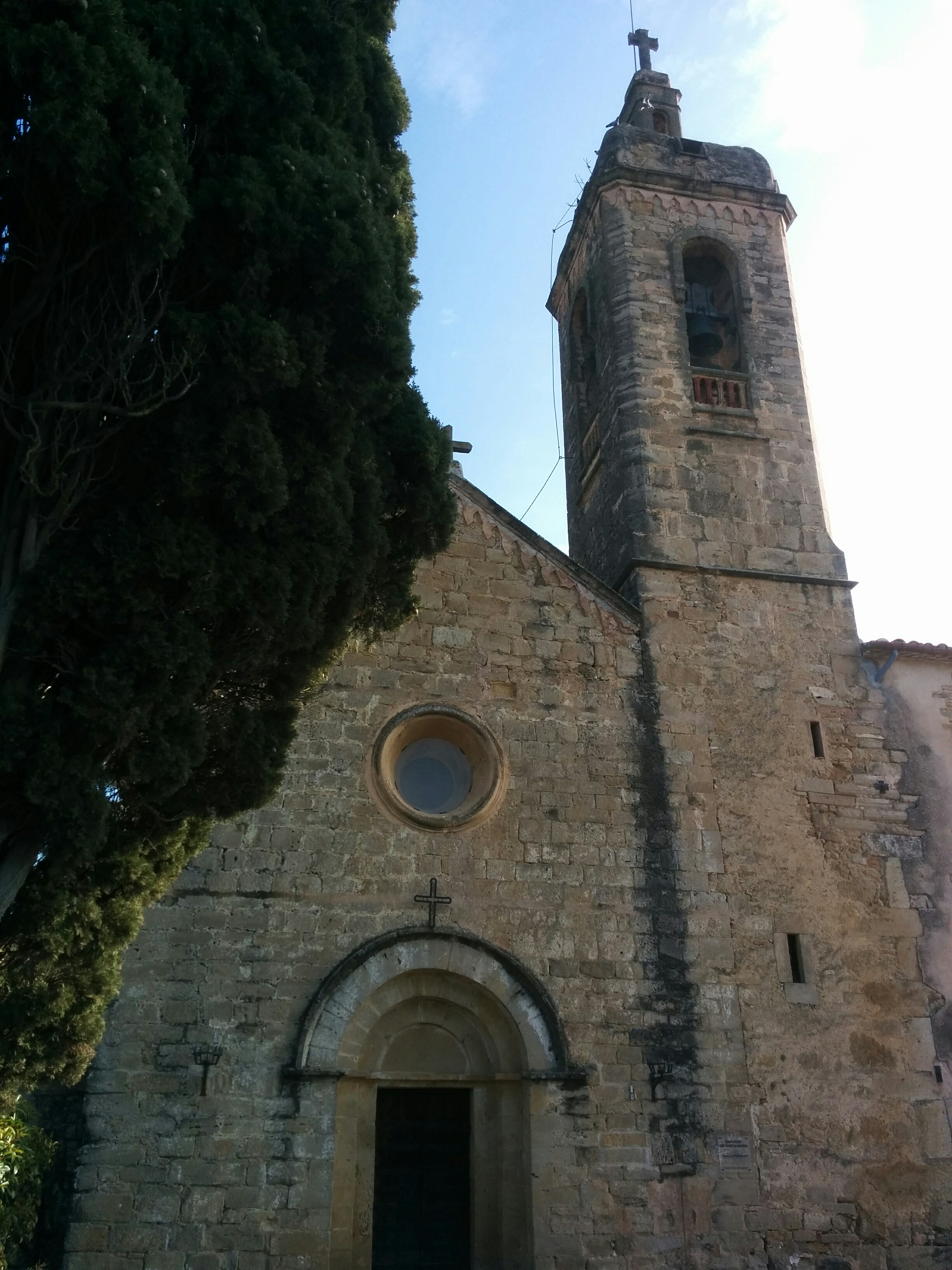
Santa Maria de Pujals dels Pagesos

Edifici d'una sola nau, cobert amb volta lleugerament apuntada i absis semicircular capçat a llevant. L'absis s'allarga amb un tram de la mateixa amplada que el seu diàmetre, cobert també amb volta apuntada que enllaça amb el quart d'esfera posterior. Fora de la façana i l'absis, la construcció romànica resta amagada per la construcció moderna d'un creuer obert als murs laterals i altres dependències annexes. A la fi del segle xix s'afegí un campanar de planta quadrada i es reformà la part alta de la façana amb formes decoratives de caràcter historicista. La porta presenta tres arcs semicirculars i un timpà en degradació coronats per una imposta. Al final de l'absis hi ha una finestra de doble esqueixada amb llinda d'una sola peça de pedra formant l'arc. N'hi ha una altra tapiada més estreta a la banda de migdia. Les voltes de l'absis i de la nau arrenquen sobre una imposta, inusualment grossa, de quart de bordó. La de la nau és situada més enlaire i hi recolza un arc toralde reforç coincident amb contraforts avui inclosos en les ampliacions. La mateixa imposta es pot veure a l'exterior, absis i mur de tramuntana. Un petit campanar d'espadanya que podria ser original, és situat sobre el final del presbiteri. L'aparell, de pedra sorrenca, mostra una evolució molt significativa entre l'absis i els murs laterals a mesura que s'acosten a la façana. A l'absis, els carreus són rectangulars, de petites dimensions ben formats però sense refinar mentre que cap a la façana els carreus són més grans i quadrangulars, d'uns 25 X 40 cm, ben tallats i polits. Això fa pensar en una construcció molt lenta o bé una reconstrucció de la part de ponent deguda als problemes de fonamentació que ha patit l'edifici.
Les característiques arquitectòniques situen l'època de construcció dins la primera meitat del segle xii si bé la part de llevant podria haver estat bastida abans de la fi del segle xi.